# Oryctes ata
Oryctes ata är en skalbaggsart som beskrevs av Semenov och Medvedev 1932. Oryctes ata ingår i släktet Oryctes och familjen Dynastidae. Inga underarter finns listade i Catalogue of Life.